# 四堵
四堵，是新北市坪林區的一個地名，位於該區南部，範圍大致為石里西南部、大林里東部中段凸出部分。

## 歷史
台灣清治末期，四堵地區為蕃地的一部分，其北及東與九芎林庄為鄰，東南邊二圍庄為鄰，南邊一小段與礁溪庄為鄰，西南邊及西邊亦為蕃地。
1920年（大正九年），該地區編為「磨壁潭」、「大粗坑」、「紅山水」三個大字，隸屬於臺北州文山郡蕃地。該地區相鄰之西南邊原有蕃地併入礁溪大字，西邊原有蕃地則編為姑婆寮大字。1922年，磨壁潭、大粗坑、紅山水合併為「四堵」大字，編入坪林庄。
戰後坪林庄改制為坪林鄉，隸屬於臺北縣，大字亦改制為村。2010年（民國99年）12月，臺北縣升格為新北市，坪林鄉改制為坪林區，村改制為里。

## 交通
省道台9線又稱「東部幹線」，其中台北至二城的路段稱為「北宜公路」，大致以西北—東南走向蜿蜒經過本地區東北部邊界外緣。由該道路西北可前往坪林市區、石碇、新店等地，向東南可前往頭城西南部、礁溪、壯圍、五結、羅東等地。

## 設施
- 北宜公路殉職先靈紀念碑
- 坪林虎字碑（複製品，原碑現置坪林茶業博物館）